# 死体が消えた夜
『死体が消えた夜』（したいがきえたよる、朝: 사라진 밤 [消えた夜]、英: The Vanished）は2018年の韓国のスリラー映画。
イ・チャンヒ監督のデビュー作品で、出演はキム・サンギョンとキム・ガンウなど。
2012年のスペイン映画『ロスト・ボディ』のリメイクで、完全犯罪を企んで毒殺した妻の死体が消えるなどの不可解な出来事によって追い詰められていく大学教授を描いている。

## ストーリー
概ねオリジナル作品と同じ展開をするが、いくつか変更されている点がある。まず、刑事の亡くなった妻は婚約者に、娘は婚約者の年の離れた妹に変更され、既に両親を亡くしている姉妹は母と娘のような関係として描かれている。また、交通事故の現場に刑事は居合わせず、亡くなった婚約者の遺体は犯人によって埋められたことから、刑事は婚約者の遺体の行方を探しているという設定が加えられている。さらに、事件で使われた毒薬は麻薬などの違法薬物を使用している場合には効かないという設定が加えられ、その設定を使うことで犯人は息を吹き返し、薬物依存者に仕立て上げられた上で殺人および死体遺棄の容疑で逮捕される。また、事件解決直後の刑事と婚約者の妹のシーンが最後に加えられている。

## キャスト
- ジュンシク: キム・サンギョン - 事件を担当する刑事。
- パク・ジンハン: キム・ガンウ（朝鮮語版） - 大学教授。
- ユン・ソリ: キム・ヒエ - ジンハンの年上の妻。財閥の娘で大手製薬会社の会長。
- ヘジン: ハン・チアン（朝鮮語版） - ジンハンの教え子で愛人。
- ソグォン（レゴ）: イ・ジフン（朝鮮語版） - ジュンシクを尊敬している部下の刑事。

## 作品の評価
韓国では興収ランキング第1位となり、観客動員数は130万人を超えるヒットとなった。
Rotten Tomatoesによれば、7件の評論のうち86%にあたる6件が高く評価しており、平均して10点満点中7.08点を得ている。